# タオ・ロドリゲス＝シーガー
タオ・ロドリゲス＝シーガー（Tao Rodríguez-Seeger、1972年 - ）は、アメリカ合衆国のコンテンポラリー・フォーク・ミュージシャン。バンジョー、ギター、ハーモニカを演奏し、スペイン語と英語で歌う。フォークロック・バンドのザ・ママルズ (The Mammals) の創設メンバーとして、また、フォーク・ミュージシャンであるピート・シーガーの孫として知られている。タオ・ロドリゲス（Tao Rodríguez)、あるいは、タオ・シーガー（Tao Seeger) として言及されることもある。

## 経歴
ニューヨーク州ポキプシー市生まれ。子どもの頃、ニカラグアで9年間を過ごした。父エミリオ・ロドリゲス (Emilio Rodríguez) はプエルトリコ出身の映像作家で、サンディニスタ民族解放戦線 (FSLN) の招きに応じ、ニカラグア内戦の記録映像を撮るために現地に入っていた。母親はミカ・シーガー (Mika Seeger) である。1986年、14歳になったロドリゲス＝シーガーは、祖父ピート・シーガーと一書に演奏することを始めた。1999年、彼はセイラ・リー・ガスリー&ジョニー・アイリオン (Sarah Lee Guthrie & Johnny Irion) とともにRIGというバンドの一員となった。2001年、彼はマイケル・メレンダ (Michael Merenda) や ルース・アンガー (Ruth Ungar) とともにザ・ママルズの創設メンバーのひとりとなった。2006年には、プエルトリコのフォーク・シンガーであるロイ・ブラウン (Roy Brown) 、そして、プエルトリコのロック・バンド、フィエル・ア・ラ・ベガ (Fiel a la Vega) のティト・アウヘル (Tito Auger) とともに、アルバム『Que Vaya Bien』を録音した。また、ザ・ママルズのジェイコブ・シルヴァー (Jacob Silver) や、ローラ・コーティーズ (Laura Cortese)、ロビン・マクミラン (Robin McMillan) とともに、ジ・アナキスト・オーケストラ (the Anarchist Orchestra) を結成した。このバンドは後にザ・タオ・ロドリゲス＝シーガー・バンド (the Tao Rodriguez-Seeger band) となった。
彼は、ニューヨーク州オールバニの公共放送ラジオ局 WAMC で「"The Tao of Tao"」という番組をもっていた。

### オバマ大統領就任記念コンサート
2009年1月18日、タオは、祖父ピート・シーガーや、ブルース・スプリングスティーン、若者たちのコーラス隊とともに、演奏した。彼らは、ウディ・ガスリーの有名な曲「我が祖国（This Land Is Your Land）」を、ワシントンD.C.で催されたオバマ大統領就任記念コンサート「ウィ・アー・ワン:オバマ就任祝典」のフィナーレで、およそ40万人と推定された聴衆を前に歌った。このときの演奏では、ガスリーのオリジナルにありながら長く歌うことが避けられてきた二つのヴァースの歌詞も歌われたことが注目された。その一つは「私有地」への言及であり、もう一つは世界恐慌当時の大不況下の救済事務所への言及であった。

### ピート・シーガー・マーチ
2011年10月21日、タオは、「ウォール街を占拠せよ」の運動への連隊を表すためコロンバスサークルまで歩く、いわゆるピート・シーガー・マーチ (The Pete Seeger March) に加わり、高齢の祖父に代わって取材のインタビューにも応じた。タオは、コロンバスサークルで、祖父ピート・シーガーや、アロー・ガスリー (Arlo Guthrie)、デヴィッド・アムラム (David Amram) などの有名なミュージシャンたちとともに演奏した。

## ディスコグラフィ
ザ・ママルズ (The Mammals)
- Born Live (2001)
- Evolver (2002)
- Migration (EP)(2004)
- Rock That Babe (2004)
- Departure (2006)

With Roy Brown and Tito Auger
- Que Vaya Bien (2006)

With the Anarchist Orchestra/the Tao Rodriguez-Seeger Band
- The Anarchist Orchestra (EP) (2006)

With the Tao Seeger Band
- Rise and Bloom (2010)